# Hilversumsche Mixed Hockey Club
De Hilversumsche Mixed Hockey Club is een hockeyclub uit Loosdrecht die op 30 september 1904 is opgericht.

## Geschiedenis
De club werd opgericht op initiatief van jonkheer Jan Feith, die van 1899 tot 1904 voorzitter was van hockeyclub Amsterdam. Na zijn verhuizing naar Hilversum zocht Feith contact met een groepje jongeren uit Hilversum die al een paar jaar ongeorganiseerd "mixed" hockey speelden op een drassig stukje land van Puik, langs de spoorlijn Hilversum - Bussum. Op 30 september 1904 werd de HMHC opgericht, op dat moment de tiende officiële club uit de Nederlandse hockeygeschiedenis. Jonkheer Feith werd daarmee de eerste voorzitter.
Het land van Puik was vanaf 1907 niet meer beschikbaar, maar de club kreeg van de heer G. van Mesdag een voormalig voetbalveld te leen aan het Groene Laantje (nu de Trompenburgerlaan) in Hilversum. In 1908 speelden de heren van Hilversum op dit terrein hun eerste competitiewedstrijd. In 1917, tijdens de Eerste Wereldoorlog, werd het terrein omgespit voor de voedselvoorziening en verhuisde de club noodgedwongen naar een onaantrekkelijk veld bij de Bosdrift in Hilversum.
In 1919 kon deze plek weer worden verlaten. De heer Blijdenstein, eigenaar van terreinen aan de Raaweg en voorzitter van de Hilversumse Cricket Club, was bereid een deel van de velden gedurende het hockeyseizoen aan de HMHC te verhuren. Met deze overeenkomst begonnen de jaren aan de Raaweg, een periode die bijna 50 jaar zou duren.
Op het terrein lag een hoge, met bomen begroeide heuvel, die "de Bult" werd genoemd en waaraan deze locatie zijn roemruchte bijnaam dankt. Ook de naam van het clubblad “De Bult" (1945 - 2006) verwijst naar deze heuvel.
In 1944, tijdens de Tweede Wereldoorlog, pakte de club de grootste prijs in de geschiedenis van de club. In dat jaar won Hilversum de landstitel door als kampioen van de Westelijke Eerste klasse vervolgens PW uit Enschede en HTCC uit Eindhoven te verslaan, respectievelijk de kampioenen van oost en zuid.
Na de zomer van 1947 staakte de cricketclub, door gebrek aan leden, haar activiteiten en kwamen de velden onder beheer van de HMHC. In 1950 schonk eigenaar Blijdenstein de velden aan de HMHC, inclusief het clubhuis en het huis van de terreinverzorger Soeteman.
In 1959 liet de gemeente Hilversum de club weten dat men het terrein wenste aan te kopen voor de bouw van de nieuwe wijk Kerkelanden. En in maart 1968 bevestigde de gemeente dat de HMHC tijdelijk onderdak zou kunnen vinden op de schoolsportvelden langs de Geert van Mesdagweg (bij het Corversbos). Hoewel de HMHC erop had gerekend deze gymnastiek-/sportvelden, die ook door het Roland Holst College en het Gemeentelijk Gymnasium werden gebruikt, slechts drie jaren nodig te hebben, duurde het "zeven magere jaren" voordat zij het complex aan het Jagerspaadje in gebruik kon nemen. Op 30 augustus 1975 konden de nieuwe velden en het nieuwe clubhuis, aan het Jagerspaadje, in gebruik worden genomen. Hier is de club nog steeds gevestigd.